# Basseterre
Basseterre – stolica Saint Kitts i Nevis, na wyspie Saint Kitts, port nad Morzem Karaibskim; 14 000 mieszkańców (2018). Stolica parafii Saint George Basseterre.
W Basseterre główną rolę stanowi przemysł spożywczy i bawełniany. W mieście jest zlokalizowane lotnisko: port lotniczy Robert L. Bradshaw. Stacja kablowa o międzynarodowym znaczeniu. Miasto jest siedzibą Wschodniokaraibskiego Banku Centralnego.
Miasto zostało założone przez Francuzów około 1625 roku. W 1867 roku miasto nawiedził pożar, jednak udało się je odbudować.
Na północny zachód od Basseterre znajduje się Park Narodowy Brimstone Hill Fortress, który w 1999 roku został wpisany na listę Światowego Dziedzictwa UNESCO.

## Współpraca
- Praia, Republika Zielonego Przylądka